# New wave of American heavy metal
Pour les articles homonymes, voir New wave (homonymie).
Genres associés
Deathcore, punk hardcore, thrash metal
La new wave of American heavy metal (NWOAHM) ou, nouvelle vague de heavy metal américain, est un mouvement musical associé au heavy metal ayant émergé aux États-Unis au cours de la première moitié des années 1990,,, et mieux développé dans les années 2000. La plupart des groupes considérés comme faisant partie du mouvement se forment dès le début des années 1980, mais ne seront ni influents ni populaires avant la décennie suivante,,. Le thème de la NWOAHM s'inspire de la New wave of British heavy metal, un mouvement émergeant des années 1970,,.
Bien que ce terme soit souvent utilisé par les médias, sa définition reste incomplète. Cela est en partie dû à l'émergence croissante des groupes assimilés à des styles communs de la NWOAHM, mais sans grandement se différencier d'autres genres musicaux déjà existants. Un connaisseur de longue date et auteur d'ouvrages, Garry Sharpe-Young, définit la NWOAHM comme un « mariage de riffs européens et de chant rauque. » Les racines du mouvement sont attribuées aux groupes de metal Pantera, Biohazard, Slipknot et Machine Head. Ces groupes émergent de la scène post-grunge dans les années 1990, et s'inspirent du New York hardcore, du thrash metal et du punk rock. La montée du mouvement dans le début des années 2000 est en partie due à l'énorme popularité du nu metal à cette période. Pour cette raison, le groupe Korn est également considéré comme l'un des groupes pionniers de la NWOAHM. Le mouvement comprend désormais une grande variété de styles musicaux, y compris le death metal mélodique, le metal progressif, le metalcore, le rock progressif, le screamo, l'emo, le groove metal, le metal alternatif et le punk hardcore.

## Histoire

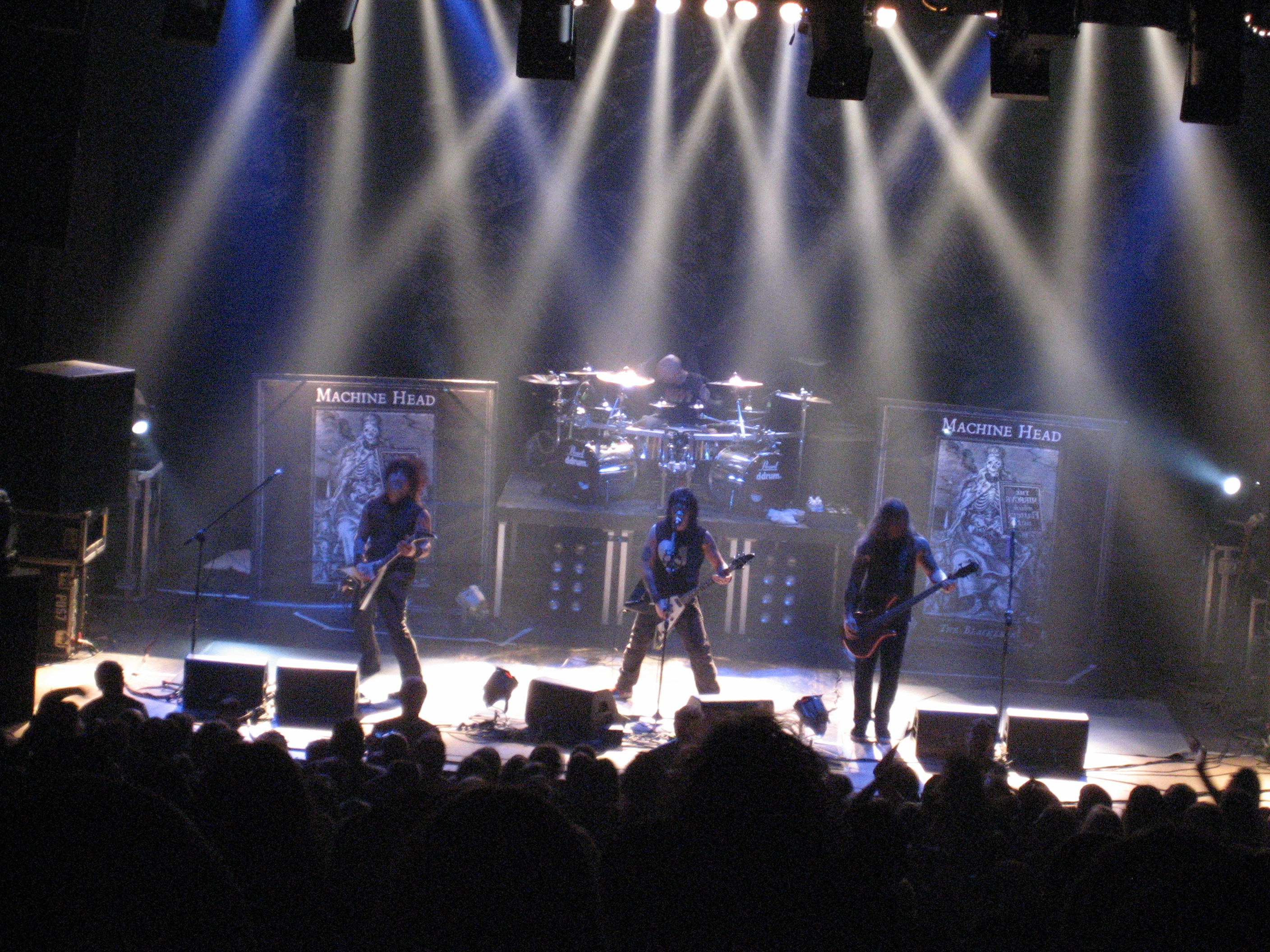
Machine Head.

Le mouvement new wave of American heavy metal tire ses origines de groupes post-grunge des années 1990 qui ont ramené le heavy metal « à sa brutalité non influencée par le blues traditionnel mais par le NYHC, le thrash metal et le punk. » Selon Garry Sharpe-Young, les groupes ayant lancé ce mouvement incluent Pantera, Biohazard, Slipknot, et Machine Head. Il maintient dans son ouvrage intitulé Metal: A Definitive Guide que la NWOAHM s'accroit significativement au début des années 2000 après la popularisation phénoménale du nu metal. Il explique qu'« une nouvelle audience s'y est attachée, et qu'elle voulait le même genre d'agressivité mais plus en finesse... »
Joel McIver, dans son ouvrage The Next Generation of Rock & Punk, désigne Korn comme le premier groupe catégorisé nu metal, ayant lancé la New Wave of American Heavy Metal. Les producteurs du documentaire Metal: A Headbanger's Journey (2005) donnent leur opinion sur la NWOAHM : « La NWOAHM peut incarner l'agressivité bouillonnante du genre 'hardcore', accompagnée d'une maîtrise acrobatique, précise, thrash technique/death metal régulièrement, mais parfois brièvement, influencée par la mélodie du heavy metal traditionnel. Vocalement, ces groupes font usage du rugissement orienté Pantera, d'un hurlement de type death metal, et souvent de chants clairs orientés Ear Candy. » Les producteurs citent Unearth, Shadows Fall, et Lamb of God comme les « leaders de ce mélange. »
Dans son ouvrage New Wave of American Heavy Metal, Garry Sharpe-Young « inclut quelques anciens groupes présentant les véritables racines du metalcore, comme Agnostic Front et toute la scène NYHC, en plus de groupes ayant amené le metal vers le genre grunge — Pantera, Biohazard, et Machine Head. De là, ça se diversifie, et traverse le spectre du death metal mélodique au metal progressif et tout ce qu'il y a entre. » Sharpe-Young répertorie tous les styles du mouvement allant de la scène metalcore chrétien, du rock progressif des années 1970 de Coheed and Cambria, du death metal mélodique, du screamo, et de l'emocore « sub-gothique » de Alkaline Trio et My Chemical Romance. Au-delà, ce mouvement comprend un nombre de différents styles incluant metalcore, groove metal, metal alternatif, et punk hardcore,,.

## Liste des groupes
- The Acacia Strain[1]
- The Agony Scene[1]
- A Life Once Lost[1]
- All That Remains
- Animals as Leaders
- As I Lay Dying[1]
- Atreyu[1]
- August Burns Red
- Avenged Sevenfold[1]
- Becoming the Archetype[3]
- Between the Buried and Me[1]
- The Black Dahlia Murder[1]
- Black Label Society[1]
- Bleeding Through[1]
- Bury Your Dead[1]
- Byzantine[1]
- Cannae[1]
- Candiria[1]
- Carnifex[1]
- Cave In (en)[1]
- Chimaira[4],[10],[11],[12]
- Common Dead (en)[13]
- Coalesce[1]
- Converge[1]
- Damageplan[1]
- Darkest Hour[1]
- Disturbed
- Demon Hunter[1]
- DevilDriver[1]
- The Dillinger Escape Plan[1]
- Eighteen Visions[1]
- Every Time I Die[1]
- Five Finger Death Punch
- God Forbid
- Hatebreed[4],[14]
- High On Fire
- Impending Doom
- Ion Dissonance
- Killswitch Engage[4]
- Korn[12],[15],[16],[17],[18]
- Lamb of God[2],[12],[16]
- Machine Head[1],[3],[9],[10]
- Martyr A.D.[1]
- Mastodon[2]
- Misery Signals[1]
- Most Precious Blood[1]
- Norma Jean[1]
- Overcast[1]
- Pantera[19]
- Periphery
- Poison the Well[1]
- The Red Chord[1]
- Remembering Never[1]
- Sevendust
- Shadows Fall[2],[12],[16],[17],[20]
- Shai Hulud
- Slipknot[1],[3]
- Still Remains[1]
- Suicide Silence[1]
- Superjoint Ritual[1]
- System of a Down
- Terror[1]
- Throwdown[1]
- The Faceless
- Trivium[21]
- Unearth[1]
- Whitechapel
- Winter Solstice[1]
- Zao[3]